# صنایع سبک

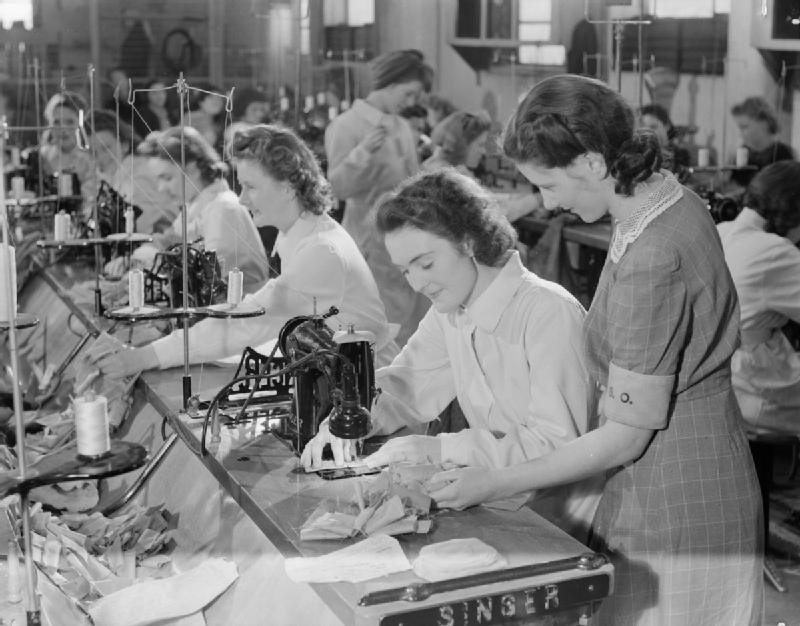
کارگران در کارخانه رویال اوردانس

صنایع سبک بزرگترین بخش از رشد صنایع کل یک کشور و یک ملت است. صنایع سبک یک واحد یا وسیله است غرض بکار بردن  انواع مختلفی از صنایع کاربر نهایی از قبیل برق، معدن، نفت و گاز، کالاهای مصرفی، خودروسازی و و تمامی بخش تولیدابزار و اشیا سبک وزن. به عبارت دیگر، محصولات صنایع کالا کاربردی برای صنایع سنگین نیز می‌باشد. صنایع سبک دارای وزن کم انتقال آن آسان و از همه مهم تر محیط را آلوده نمی‌سازد. تولیدات صنایع خفیف عبارتند از لوازم منزل، لوازم دفتر، پوشاک، لوازم ورزشی، لوازم الکتریکی، تولیدات صنایع کوچک و غیره می‌باشد.

## بخش‌های صنایع سبک
- صنعت باربری
- ابزار پزشکی و جراحی
- ریخته گری آهنی
- ابزار کنترل فرایند
- لوله‌های فولادی و لوله‌های بدون درز
- جوش لوله‌های فولادی وتیوپ‌های فولادی
- جوش  فولاد ضد زنگ و تیوپ‌های فولادی
- اتصال دهنده‌های صنعتی
- فرجنجس فولاد
- چرخ خیاطی
- ماشین تایپ
- صنعت دوچرخه[۱]